# Dampfmaschinenhaus für Sanssouci

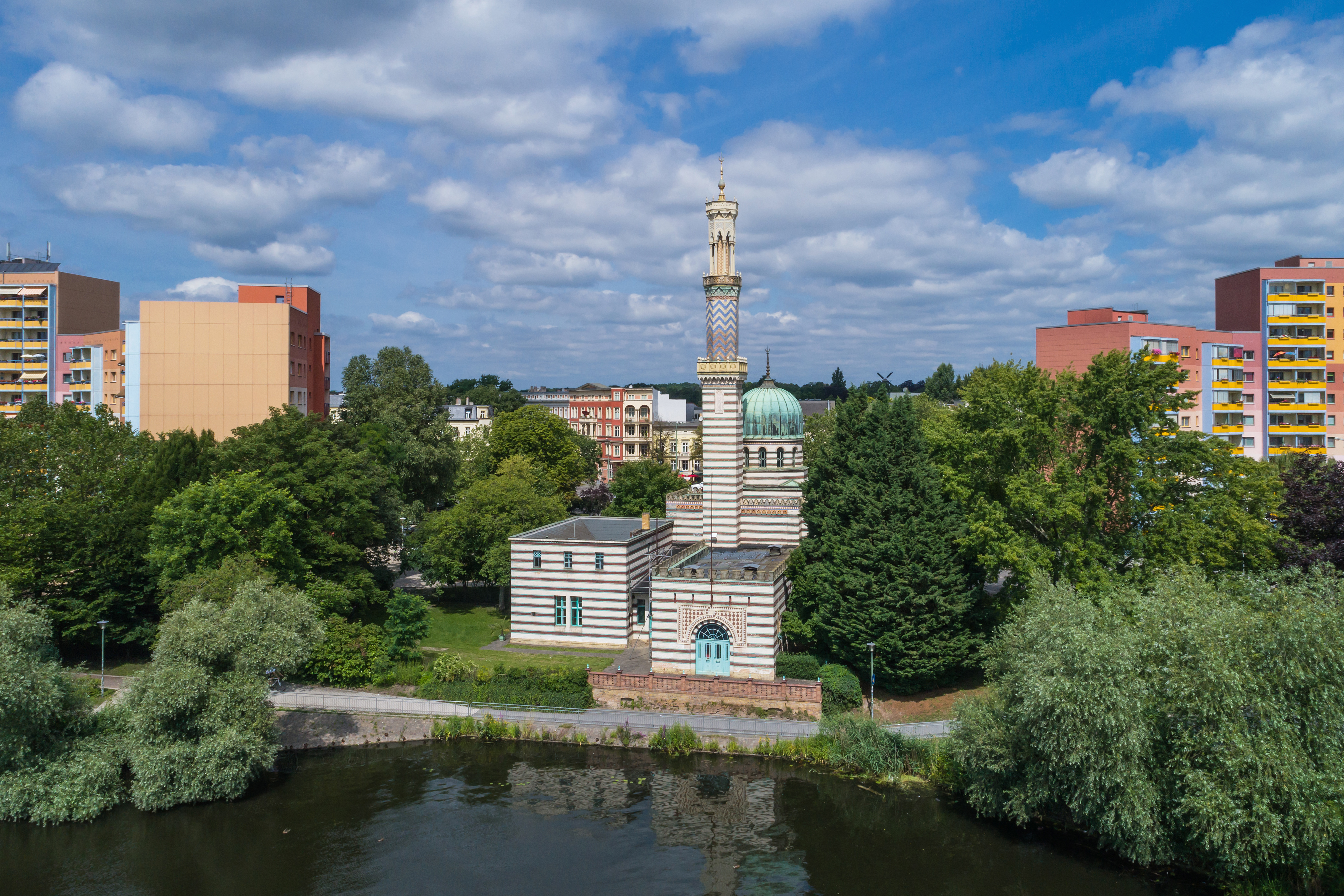
Dampfmaschinenhaus

Das ehemalige Dampfmaschinenhaus für Sanssouci – auch „Pumpenhaus“ oder „Moschee“ genannt – steht in Potsdam an der Neustädter Havelbucht. Es entstand auf Wunsch König Friedrich Wilhelms IV. in den Jahren 1841–1843 unter Leitung von Ludwig Persius zum Betrieb der Großen Fontäne vor dem Schloss Sanssouci. Es ist eines der Historischen Wahrzeichen der Ingenieurbaukunst in Deutschland und stellt ein herausragendes Beispiel für Orientalisierende Architektur dar.

## Geschichte

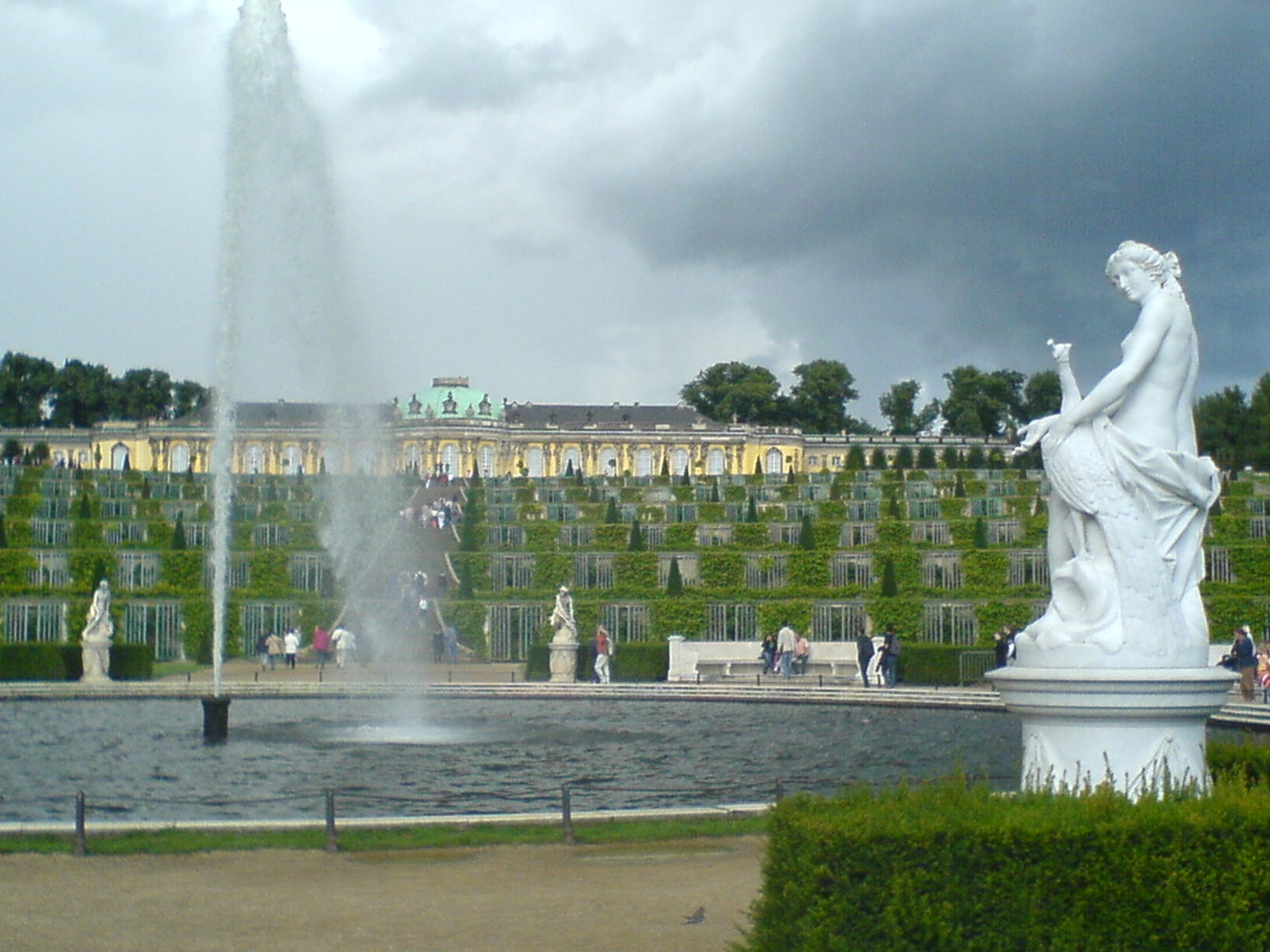
Die Große Fontäne vor dem Schloss Sanssouci

Bereits im 18. Jahrhundert benötigte Friedrich der Große viel Wasser für seine geplanten Fontänenanlagen, die Neptungrotte und eine heute nicht mehr vorhandene Marmorkolonnade im Park Sanssouci. Wasserspiele waren ein bedeutendes Element in der Landschaftsarchitektur des Barock. Die Planung sah vor, Wasser aus der Havel mittels Windpumpen auf den – erst später so bezeichneten – Ruinenberg in das dort errichtete Hochbecken zu pumpen. Durch ein Röhrensystem aus ausgehöhlten Baumstämmen sollte das in den Park herunterströmende Wasser durch seinen Eigendruck die Wasserspiele zum Sprudeln bringen. Obwohl Friedrich viel Geld in das Projekt investierte, blieb es, vor allem durch die technische Unkenntnis der Erbauer, ohne Erfolg. Nach endlosen Bemühungen und enormem Materialverbrauch wurde der Wunsch des Königs nach Wasserspielen 1780 endgültig aufgegeben.
60 Jahre später waren die technischen Möglichkeiten gereift. Das Dampfmaschinenhaus wurde mit einer Zweizylinder-Dampfmaschine der Borsigwerke aus dem Jahre 1842 ausgestattet. Zum Betrieb der Maschine waren täglich 4 Tonnen Steinkohle notwendig, aus denen mit einem Wirkungsgrad von 3 % eine Leistung von 82 PS (60 kW) erzeugt wurde; die Kohleversorgung erfolgte über die Havel aus schlesischen Gruben. Die so gewonnene Energie wurde genutzt, um über eine insgesamt 1,8 Kilometer lange Druckleitung das Wasserreservoir, wie schon ursprünglich geplant, auf dem Ruinenberg mit dem Wasser der Havel zu versorgen, von wo die Fontänenanlagen im Park Sanssouci und die Reviere der Hofgärtnerei versorgt wurden. Die Große Fontäne unterhalb des Schlosses Sanssouci erreichte eine Höhe von 38 m, eine technische Rekordleistung der Zeit. Die Dampfmaschine war die stärkste dieser Art in Deutschland. Die ursprüngliche Dampfmaschine wurde nach 50 Jahren zuverlässigen Betriebs stillgelegt, bevor sie 1895 von einer neuen, stärkeren Dampfmaschine mit 160 PS (118 kW) Leistung abgelöst wurde. Seit 1937 wurde diese wiederum durch zwei elektrisch betriebene Kreiselpumpen ersetzt, die seit 1992 durch Mikroprozessoren gesteuert werden. Heute erhält neben den Parkanlagen auch der aus einer Reviergärtnerei hervorgegangene Botanische Garten Potsdam weiterhin Havelwasser vom Becken auf dem Ruinenberg.
Im September 1985 wurde das Dampfmaschinenhaus als Museum und Technisches Denkmal der Öffentlichkeit übergeben. Die ursprüngliche noch erhaltene Dampfmaschine wird zu den Öffnungszeiten durch einen Elektromotor in Bewegung gesetzt. 2007 wurde das Pumpenhaus für die Auszeichnung als Historisches Wahrzeichen der Ingenieurbaukunst in Deutschland nominiert.

## Architektur
Das Gebäude wurde auf Wunsch des Königs „nach Art der türkischen Moscheen mit einem Minarett als Schornstein“ errichtet. Obwohl die Aufnahme fremder Baustile durchaus üblich war in der Zeit, ist es das einzige Gebäude dieser Art in Potsdam. Sowohl im Inneren als auch im Äußeren der „Moschee von Potsdam“ orientierte sich Ludwig Persius an einem Baustil der maurischen Architektur, die als maurisch geprägter Spätklassizismus bezeichnet wird. Die aufwendige Gestaltung eines an sich funktionellen Hauses verdankt das Gebäude wahrscheinlich seiner exponierten Lage am Havelufer. Das Dampfmaschinenhaus war damals von der königlichen Gartenterrasse in Sanssouci aus sichtbar.

Außenansichten
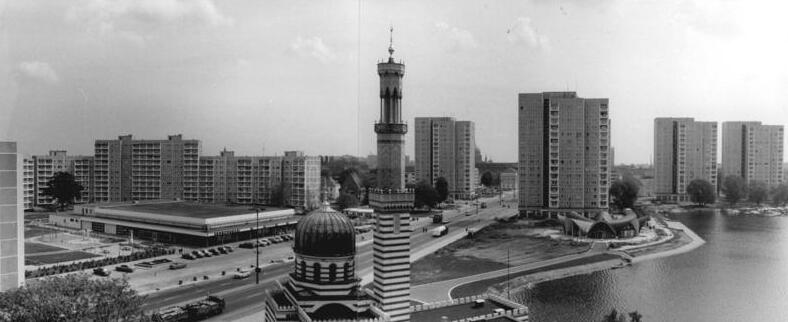
Luftbild, Dampfmaschinenhaus im Vordergrund, 1983
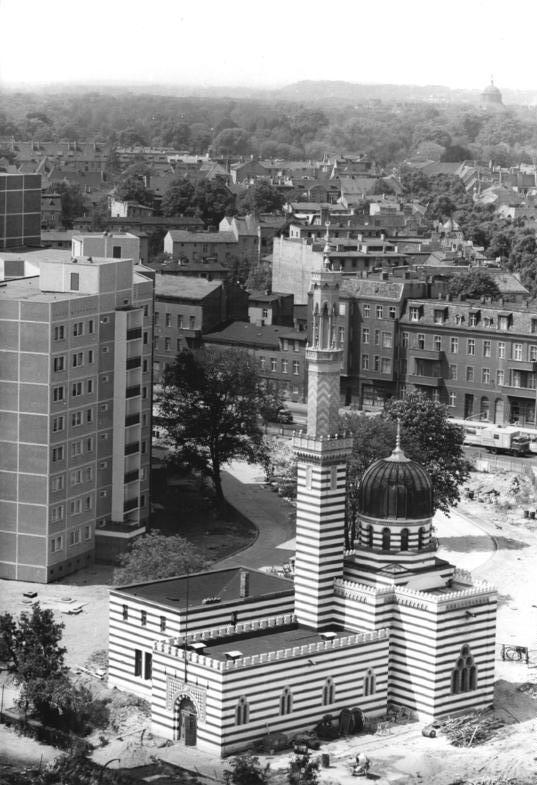
Luftbild, 1982
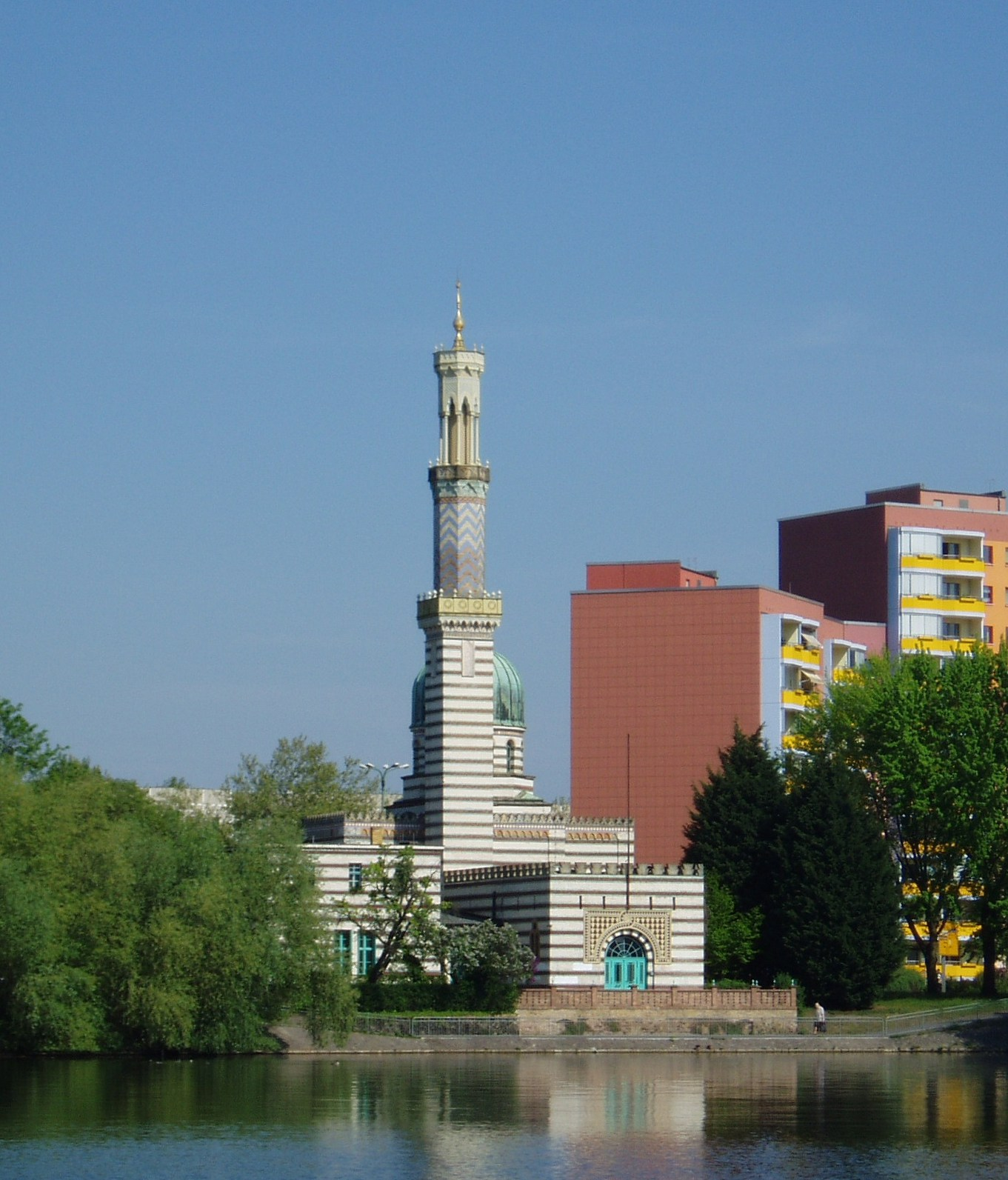
Ansicht von der Havel, 2007
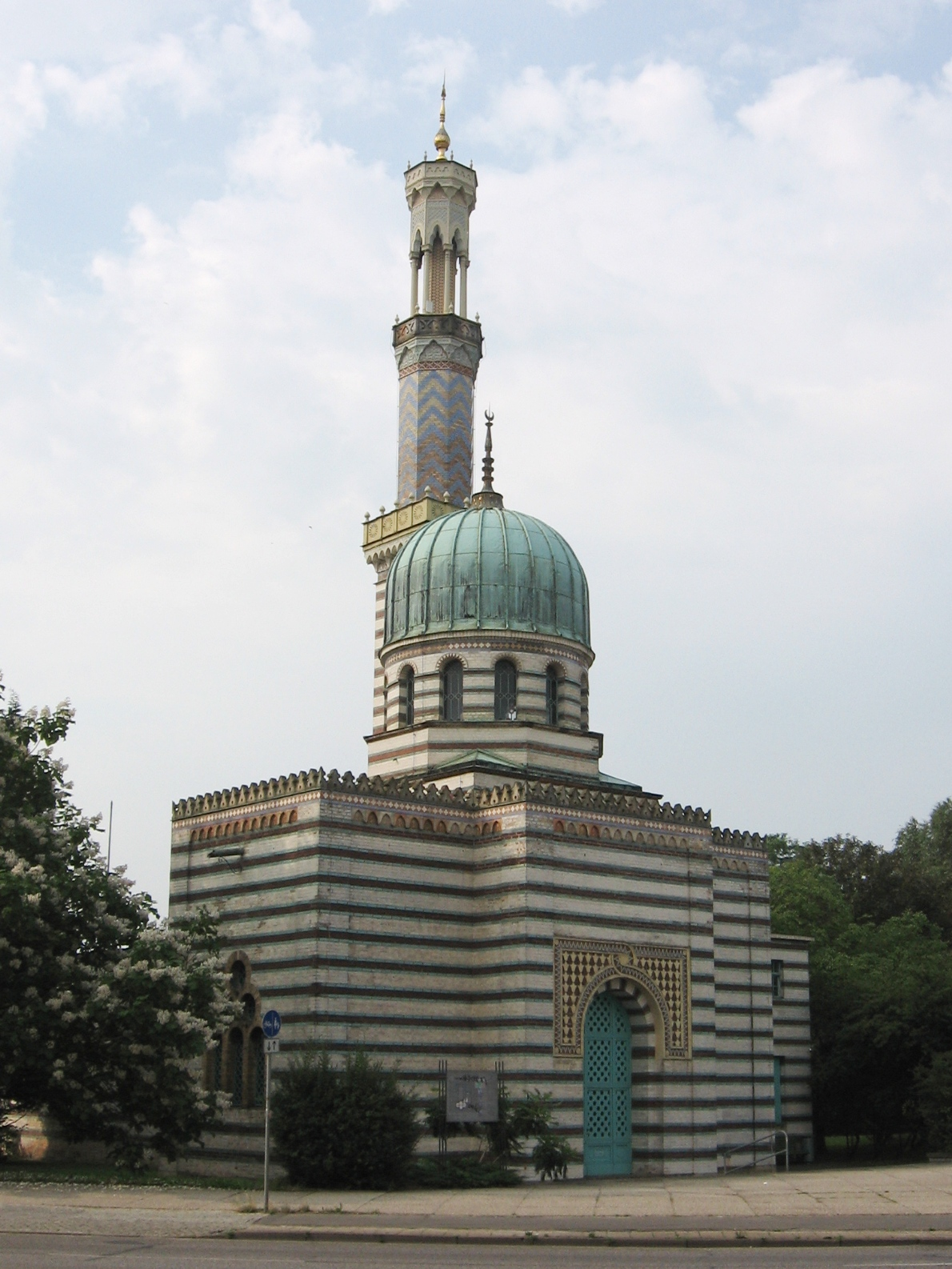
Ansicht von der Breiten Straße, 2009

Innenansichten
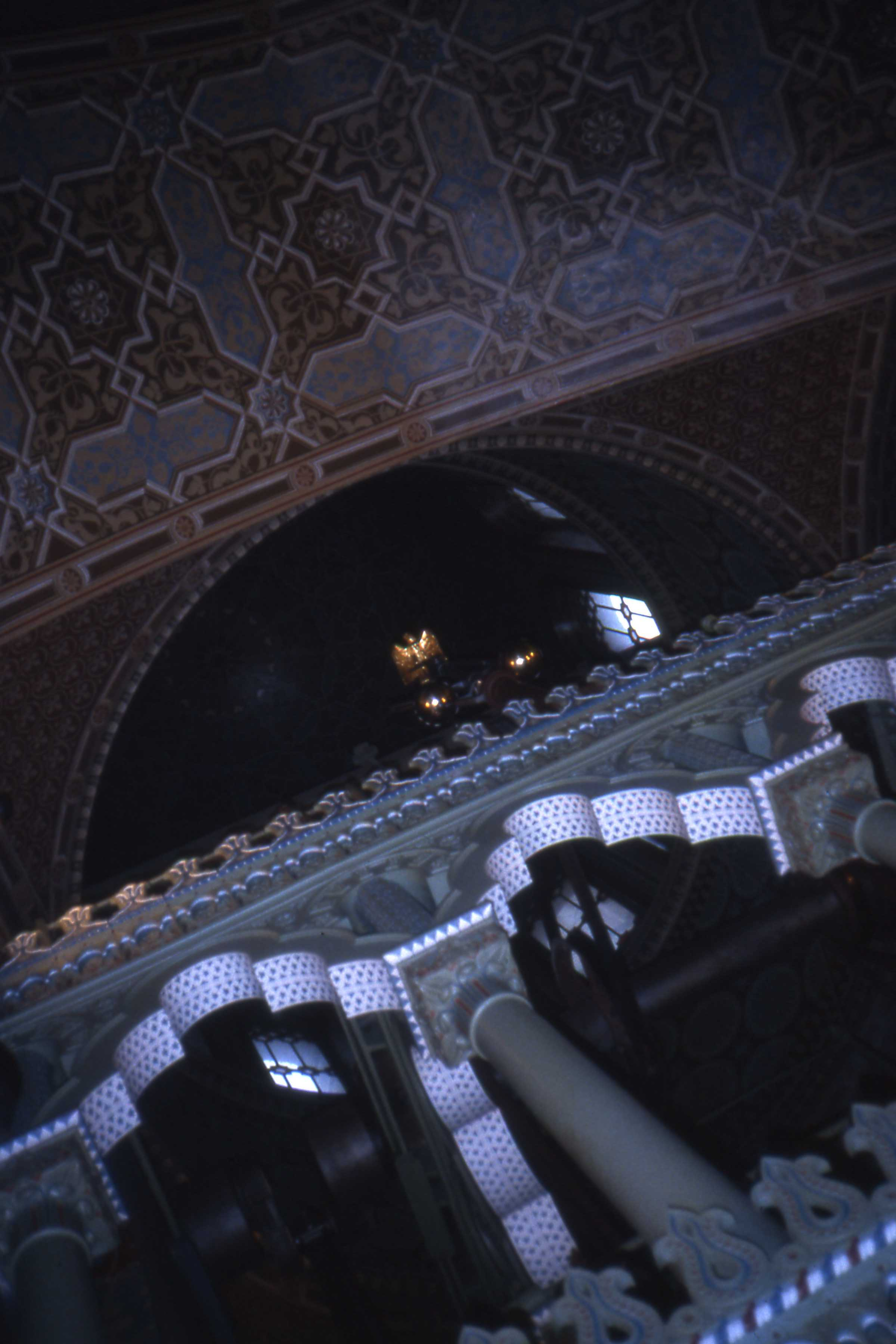
Innenansicht, 1990
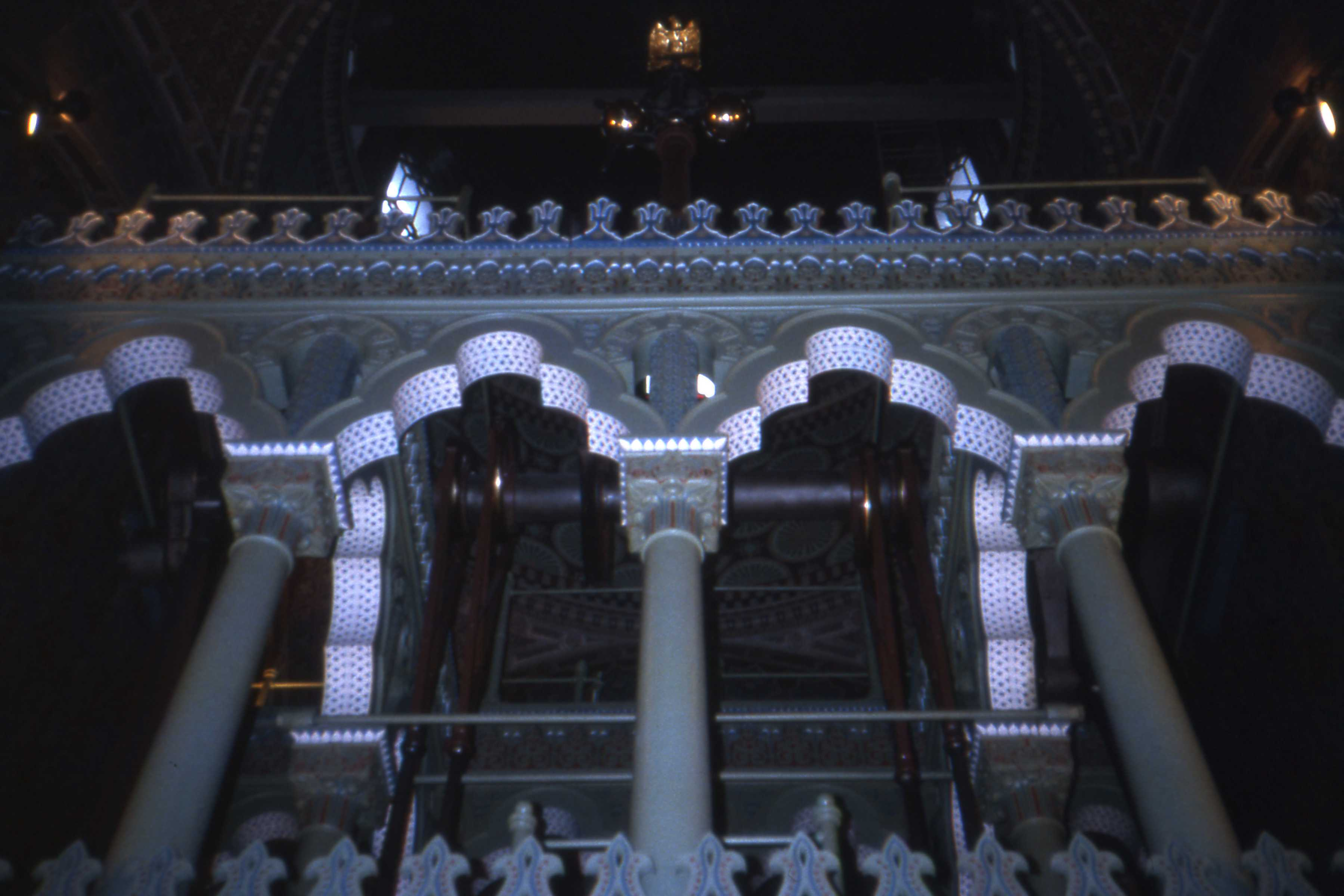
Innenansicht, 1990
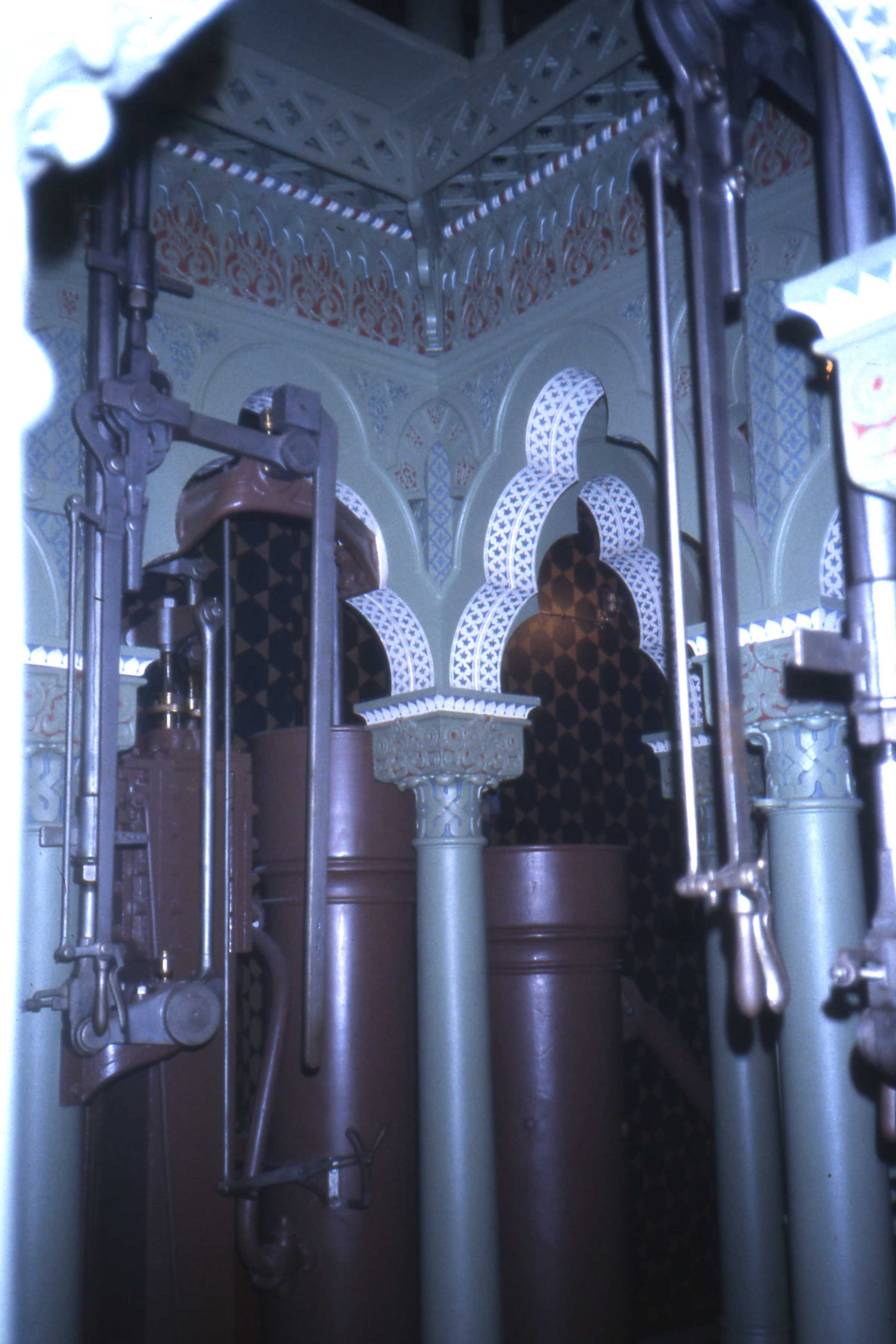
Innenansicht, 1990
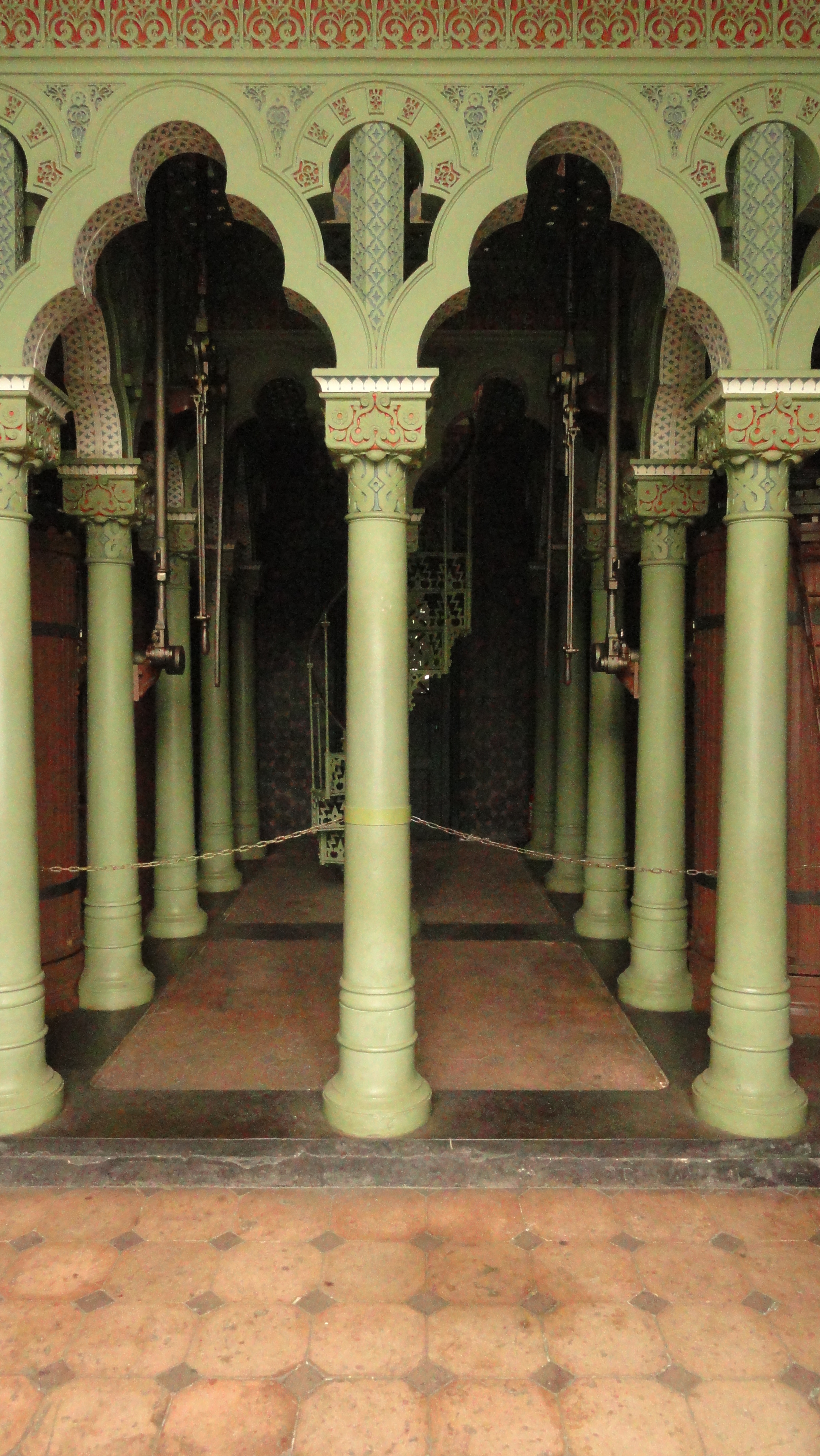
Innenansicht, 2016
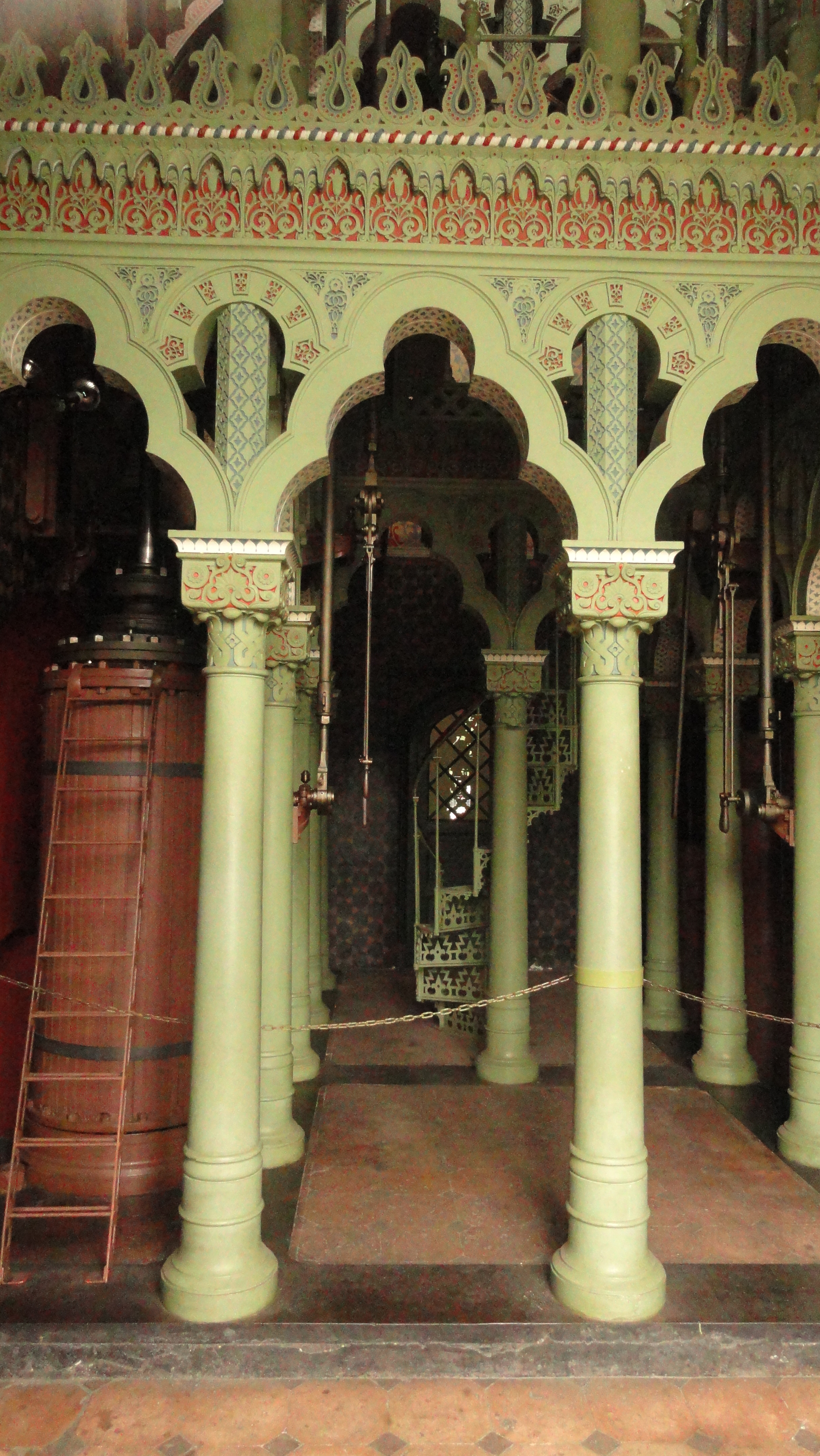
Innenansicht, 2016

## Ähnliche Anlagen
Auch für die anderen Parkanlagen der Potsdamer Parklandschaft wurden Pumpenhäuser eingerichtet. Diese sind allerdings ausnahmslos dem Stil der normannischen Architektur zuzuordnen:
- Dampfmaschinenhaus im Park Babelsberg – etwa zeitgleich errichtet.
- Hofgärtner- und Maschinenhaus im Park von Klein-Glienicke – wenige Jahre älter; das Maschinenhaus ist nicht eigenständig, sondern ein Anbau an einen Wasserturm.
- Maschinen- oder Pumpenhaus als Erweiterung der Meierei im Neuen Garten – circa 20 Jahre später erbaut.